# Truyện cười dân gian
Truyện cười dân gian là một thể loại truyện dân gian chứa đựng cái hài, dùng tiếng cười làm phương tiện chủ yếu để thực hiện chức năng phê phán, châm biếm, đả kích cái xấu xa và mua vui giải trí.
Đặc điểm chung của truyện cổ dân gian là ngắn gọn, nặng về lí trí, có kết cấu chặt chẽ và kết thúc đột ngột, bất ngờ.

## Phân loại chính
Có thể chia truyện cổ dân gian Việt Nam thành hai loại hình chính: truyện cười kết chuỗi và truyện cười không kết chuỗi.
- Truyện cười kết chuỗi là những mẩu giai thoại hài hước xoay quanh một nhân vật có thực hoặc được coi là có thực (như Trạng Lợn, Trạng Quỳnh, Xiển Bột, Ba Giai, Tú Xuất,…). Loại truyện này nở rộ ở nước ta trong thời kỳ phong kiến suy tàn (từ khoảng giữa thế kỷ XVIII đến cuối thế kỷ XIX), tiêu biểu nhất là hai hệ thống (hai chuỗi) truyện về hai "ông trạng": Trạng Lợn và Trạng Quỳnh.
- Truyện cười không kết chuỗi là những truyện cười có kết cấu hoàn chỉnh, tồn tại độc lập mang tính chất phiếm chỉ (chỉ chung, không có tính xác định cụ thể về thời gian, địa điểm, nhân vật). Các nhân vật ở loại truyện này thường chỉ được giới thiệu về thành phần, địa vị xã hội, giới tính chứ không có tên riêng (như anh lính hầu, anh đây tớ, quan huyện, thầy đề, lí trưởng, nhà sư, thầy đồ, chàng rể, bố vợ, mẹ chồng, nàng dâu,…), có khi nhân vật chỉ được gọi tên bằng một tính cách (ví dụ: anh mê ngủ, anh sợ vợ, chị hay ăn quà, anh chàng lười,…).

Truyện cười không kết chuỗi (hay truyện cười phiếm chỉ) ở nước ta rất phong phú, đa dạng, gồm nhiều tiểu loại khác nhau, như:
Truyện khôi hài (hay hài hước), tiếng cười có tác dụng mua vui là chủ yếu, không hoặc ít có tính chất phê phán đả kích (ví dụ: truyện Ba anh chàng ngủ mê, truyện Tay ải tay ai,…).
Truyện trào phúng (hay châm biếm) chứa đựng tiếng cười có nội dung phê phán, đả kích mạnh mẽ (ví dụ: truyện Lạy cụ đề ạ, truyện Phú hộ ngã sông, truyện Nam mô boong,…).
Truyện tiếu lâm (theo nghĩa hẹp) là những truyện cười dân gian mang yếu tố tục, có tác dụng gây cười mạnh mẽ (ví dụ: truyện Đỡ đẻ giỏi nhất đời, truyện Đầy tớ,…)